# Géographie de l'Ariège
L'Ariège est un département de la région Occitanie, dans le Sud-Ouest de la France. D'une superficie de 4 890 km2, elle s'étend sur la partie Est de la chaîne Pyrénéenne, entre les départements de la Haute-Garonne à l'Ouest et au Nord, de l'Aude et des Pyrénées-Orientales à l'Est, ainsi que de l'Espagne (province de Lérida) et l'Andorre au Sud. Ce département possède une grande diversité du point de vue géologique.

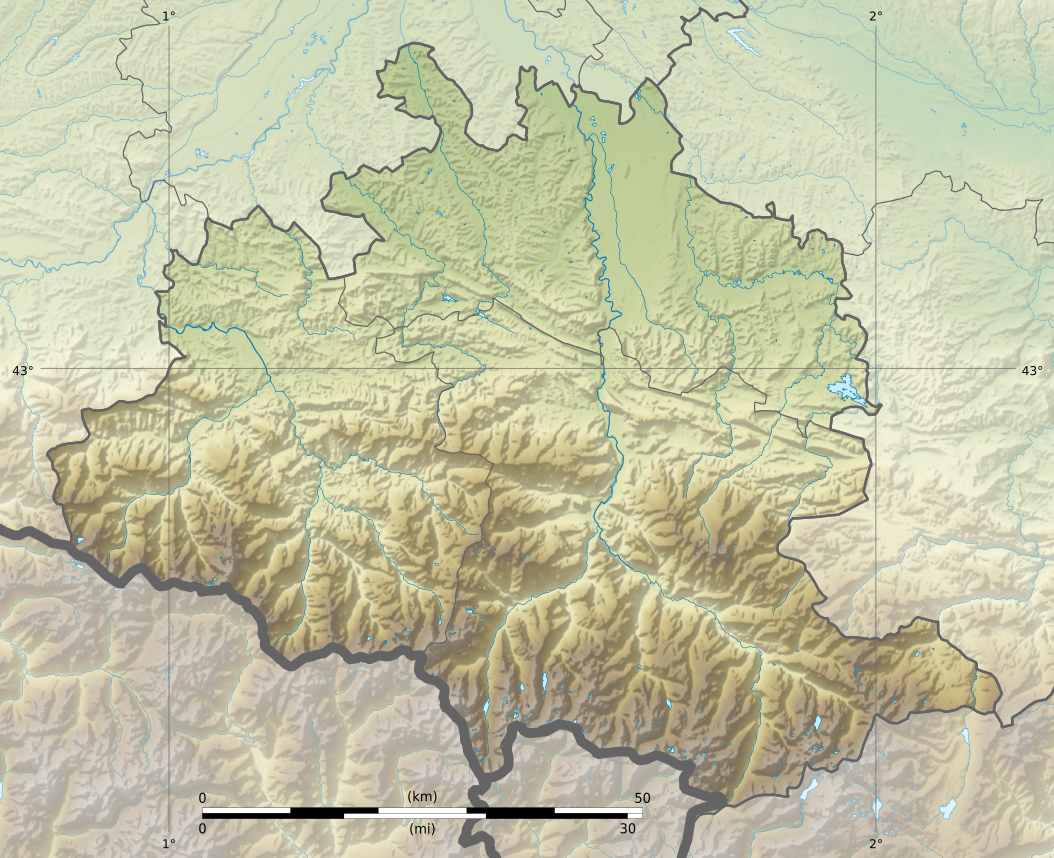
Département de l'Ariège.

## La plaine d'Ariège

### Le Lauragais

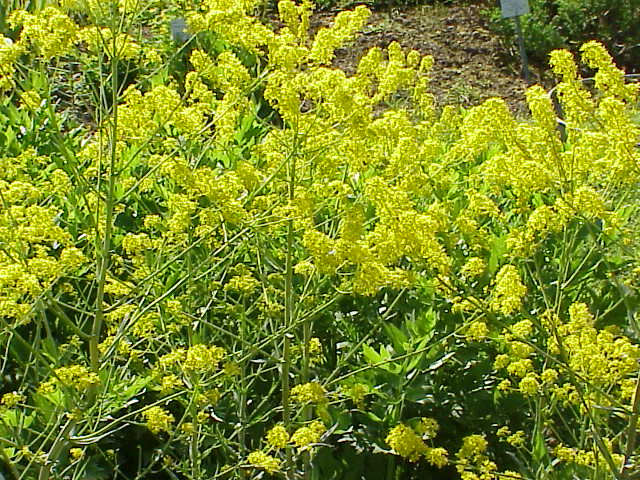
Le pastel.

Situé au Nord-Est du département, le Lauragais s'étend sous la forme de larges vallons très fertiles composés de molasse. Ce territoire est ainsi caractérisé par son agriculture prospère, notamment la culture du pastel. Il est parfois considéré comme étant le pays de Cocagne, et est réputé pour ses produits gastronomiques, comme le cassoulet. La partie Ariégeoise du Lauragais est traversée par l'Hers-Vif, qui se jette dans l'Ariège à Cintegabelle.

### La vallée de l'Ariège
Elle s'étend de Foix dans le piémont Pyrénéen jusqu'au Sud de Toulouse où la rivière se jette dans la Garonne. Cette vallée est caractérisée par le dépôt sédimentaire récent de l'Ariège à l'Ouest (les "Grausses") et des dépôts plus anciens à l'Est (les "Boulbènes"). D'une largeur moyenne de 5 km, la vallée est considérée comme zone inondable sur 1 km de large. Le sol est essentiellement composé d'alluvions, de galets et de graviers qui constituent des terres perméables non argileuses. Outre son fort passé économique dû à la sidérurgie, la vallée développe une agriculture à forte irrigation (maïs, polyculture).

### La vallée de la Lèze
Elle s'étend dans la partie septentrionale du département, de Pailhès jusqu'à Labarthe-sur-Lèze (Haute-Garonne). Plus étroite que la vallée de l'Ariège, elle est essentiellement composée de vallons de sols argilo-calcaires portant sur des marnes et des molasses.

## Le Piémont Pyrénéen

### Chaîne du Plantaurel
Cette chaîne montagneuse calcaire date du Jurassique. Peu élevée (entre 500 m et 1 000 m), elle s'étend sur une bande étroite sur toute la largeur du département, d'Ouest (Le Mas-d'Azil, pays du Volvestre) en Est (Lavelanet, à la limite du pays d'Olmes). De par sa constitution, elle forme des falaises dans sa partie haute (calcaire), et sa base marneuse est plus douce. La végétation est de type xérophyte (pelouses et arbustes en versant Sud, taillis en versant Nord).

### Les collines sous-pyrénéennes
Elles constituent un intermédiaire entre la chaîne du Plantaurel et le Haut-Pays au relief plus prononcé et à l'altitude élevée. Elles sont caractérisées par une grande hétérogénéité géologique.

#### La région de Lavelanet
À l'Est du département, on trouve des marnes et calcaires datant de l'Éocène. Les marnes engendrent des reliefs doux creusés par l'Hers, le Touyre et le Douctouyre. Les calcaires provoquent des cassures plus franches dans le relief, très bien exploitées par les Cathares (château de Roquefixade, château de Montségur).

#### Le pays de Foix

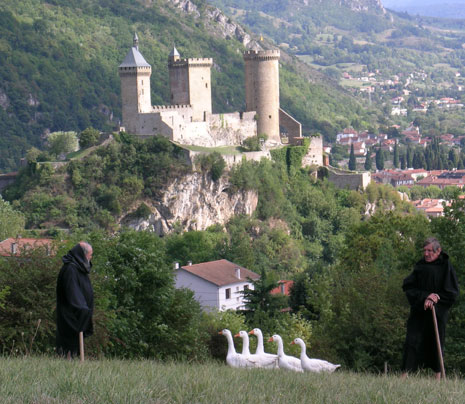
Le château de Foix.

La ville de Foix est encaissée dans un massif granitique aux roches proéminentes qui mettent en évidence notamment son célèbre château médiéval. La ville est dominée par le Prat d'Albis (1 211 m d'altitude) et Pradières (1 000 m d'altitude). Au Nord, la RN 20, principal axe de déplacement Nord-Sud de l'Ariège, passe par Tarascon-sur-Ariège puis s'enfonce dans les hautes vallées de l'Ariège (vallée d'Ax, vallée de Vicdessos).

#### Le bassin de l'Arize
Entre Foix et Saint-Girons, on trouve des marnes datant du Trias supérieur, et des calcaires/dolomies du Jurassique inférieur.

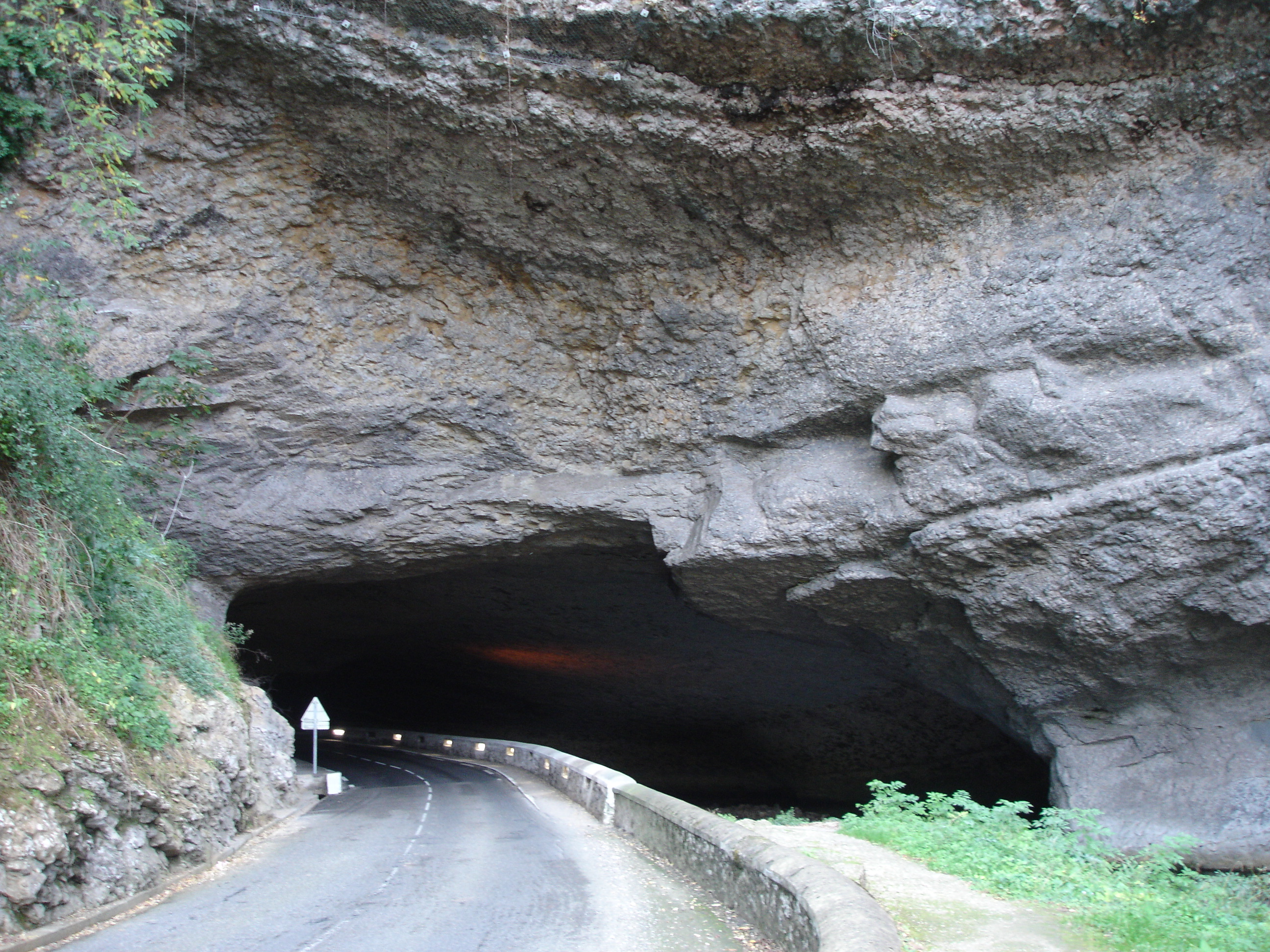
La grotte du Mas-d'Azil.

Le réseau hydrologique de l'Arize a la particularité d'être plutôt orienté Est-Ouest afin de contourner la chaîne du Plantaurel pour se jeter dans la Garonne. On trouve au passage certaines singularités comme la grotte du Mas-d'Azil ou la rivière souterraine de Labouiche, sites très riches du point de vue rupestre.

#### Le piémont couserannais
Le piémont couserannais est situé en aval de Saint-Girons, entre 350 m et 700 m d’altitude. La vallée de Saint-Girons, traversée par le Salat, est plutôt composée de dolomies du Jurassique Moyen et Supérieur et de marnes, grès et calcaires gréseux du Crétacé. La végétation est surtout composée de prairies. 

La vallée centrale du Couserans est encadrée par le bassin de Baup et la vallée de l'Arize à l'Est. Au nord, le Volvestre est un terroir historique partagé entre l'Ariège et la Haute-Garonne. Le Volp, affluent de la Garonne en rive droite, y coule sur des terrains à la géologie locale très particulière dans lesquels il a creusé les grottes du Volp, hauts lieux de la préhistoire sur la commune de Montesquieu-Avantès (grottes d'Enlène, des Trois Frères et du Tuc d'Audoubert, fermées au public par nécessité de conservation).

## Le Haut-Pays Ariégeois
Le haut-Pays Ariégeois est très diversifié du point de vue géologique ainsi que de par sa végétation. L'altitude élevée des massifs (le Montcalm et le mont Valier sont les points culminants du département avec 3 077 m et 2 838 m resp.), aux roches cristallines et par endroits granitiques érodées par les formations glaciaires, expliquent en partie cette diversité.

### CastillonnaisetHaut-Salat

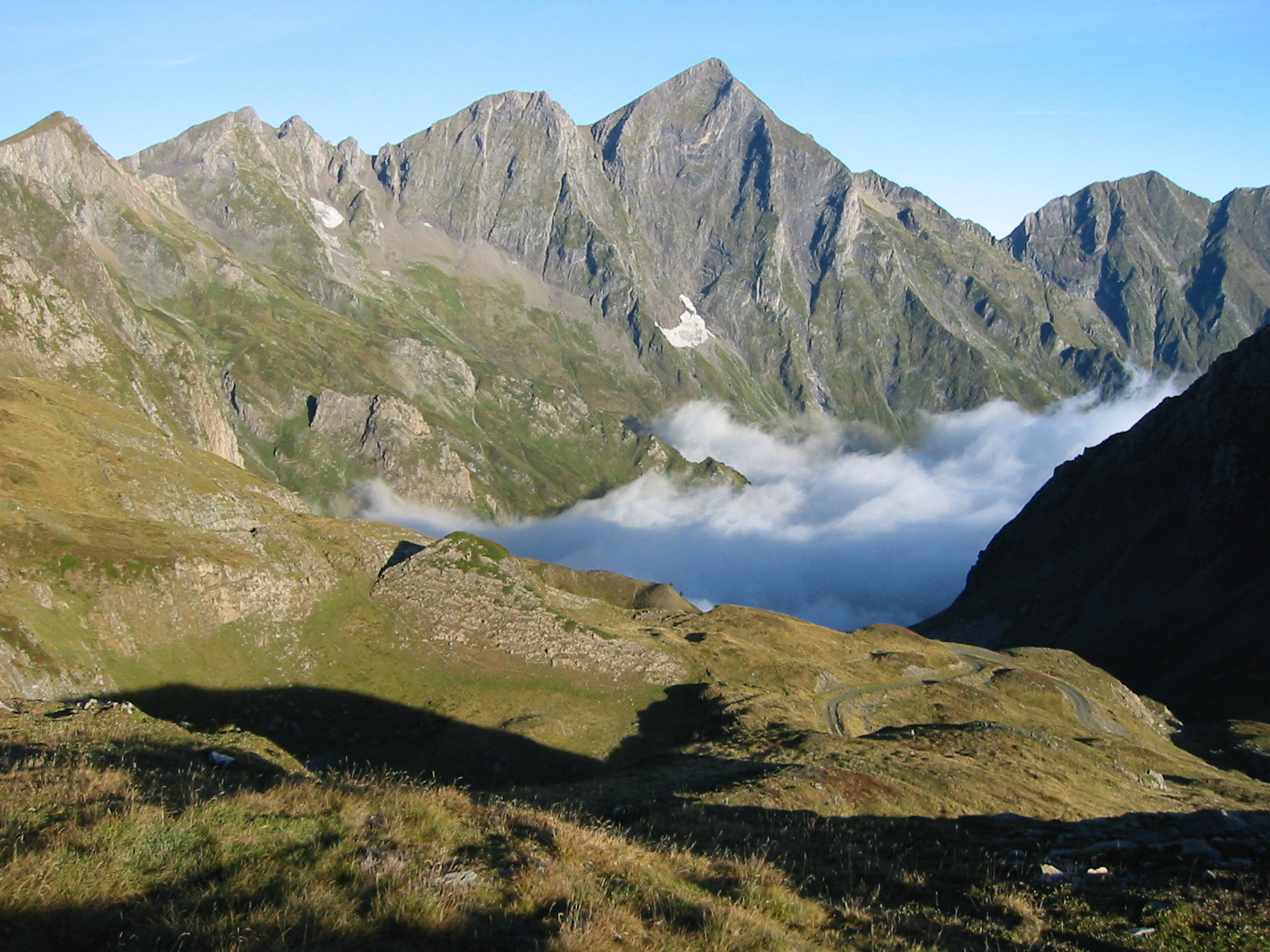
Le mont Valier.

Le Couserans s'étend sur la partie Sud-Ouest du département. Les zones montagneuses sont composées de roches calcaires (vallée d'Ustou), de quelques terrasses d'alluvions anciennes et de glacis de limon soliflues (vallée du Garbet), de formations calcaires et schisteuses (vallées de Bethmale, du Biros, de l'Arac). De nombreuses marbrières ont fonctionné et ont fourni des sites prestigieux. Délaissé durant quelques décennies, le marbre semble revenir à la mode et des gisements sont à nouveau exploités à Moulis, à Seix… Cette région a un patrimoine culturel très riche et préservé, à l'origine d'une production fromagère traditionnelle. Le tourisme constitue un élément important de son économie (station de ski de piste de Guzet, thermalisme à Aulus-les-Bains…).

### La Haute-Ariège
Compris dans l'ancien terroir du Sabarthès au-delà de Tarascon-sur-Ariège, s'étendent les plus hauts massifs de l'Ariège : ceux autour de Vicdessos, l'Aston, le Carlit.
La vallée de Vicdessos sépare trois massifs montagneux aux caractéristiques variées :
- le massif des Trois-Seigneurs au Nord (pic des Trois-Seigneurs[9], 2 199 m), ensemble pré-montagnard composé de schistes et de flysch formés au Crétacé ;
- le massif de Bassiès (Pic « près de Puntussan »[10], 2 699 m ; pique Rouge de Bassiès, 2 676 m) composé de roches granitiques datant du Précambrien et du Hercynien ;
- et le massif du Montcalm (pique d'Estats, 3 143 m, situé sur le côté espagnol), formation schisteuse datant du Paléozoïque.

Ces massifs sont caractérisés par une alternance de zones de pente faible (ombilic, moraine, éboulis, colluvions) et de zones d'érosion aux pentes plutôt fortes (affleurements rocheux, cônes d'éboulis).
Les massifs de l'Aston et du Carlit représentent le même type de formation schisteuse que le massif du Montcalm. Les plus hauts sommets sont la plupart situés sur la zone frontalière entre l'Ariège et l'Andorre (pic du Port de Siguer, 2 903 m, pic de Serrère, 2 912 m, pic de la Cabaneta, 2 864 m, pic Carlit, 2 921 m). Les deux massifs sont séparés par la vallée d'Ax-les-Thermes qui permet d'accéder à l'Andorre par le port d'Envalira (2 408 m) et à Font-Romeu (Pyrénées-Orientales) par le col de Puymorens (1 920 m). De nombreux lacs naturels ou artificiels occupent les vallées encaissées. La région a été motrice quelle que soit l'époque par ses activités de forge (Orlu), hydro-électriques (barrage de Laparan…), de thermalisme (Ax-les-Thermes…), d'activités touristiques hivernales (ski de fond au plateau de Beille, ski de piste à Ax 3 Domaines, Porté-Puymorens, Ascou-Pailhères, Goulier Neige, dans les stations andorranes), ou d'activités touristiques estivales (escalade, parapente, randonnées, ski nautique).
La végétation des hauts massifs ariégeois dépend essentiellement de l'altitude : on peut distinguer 4 étages :
- 800 m-1 000 m (étage collinéen) : espèces de climat tempéré, c'est l'étage le plus modifié par l'homme. Les forêts de chêne sessile et de chêne pédonculé, de tilleul, merisier, noisetier, châtaignier, néflier, alisier laissent souvent la place à des paysages de bocages (pâturages et prairies de fauche, cultures). Les lisières de forêt et les clairières sont composées de fougère aigle, de genêt à balais et de Bruyère callune.
- 1 000 m-1 700 m (étage montagnard) : forêts (hêtraie dans la partie basse, puis sapinière à éricacées versant Nord et pin sylvestre versant Sud).
- 1 700 m-2 200 m (étage subalpin) : landines arborées (éricacées, pins à crochet) dans la partie basse, puis progressivement une végétation ligneuse basse (rhododendrons).
- > 2 200 m (étage alpin) : pelouses à graminées, cypéracées discontinues suivant le terrain.

Dans les ombilics se trouvent des pelouses à graminées ou des cypéracées quelle que soit l'altitude.

### Lepays d'Olmes

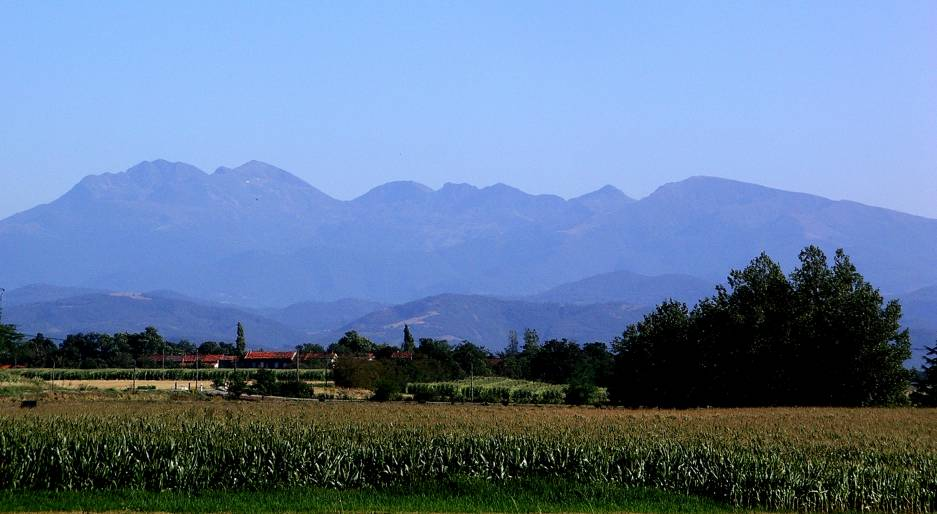
Le massif de Tabe

Au sud-Est du département, le pays d'Olmes est dominé par le massif de Tabe, une formation de roches sédimentaires aux sommets aigus. Ses sommets majeurs sont le pic de Soularac (2 368 m), le pic de Saint-Barthélemy (2 348 m), le mont Fourcat (2 001 m), et le pic Fourcat (1 929 m). La station de ski des Monts d'Olmes exploite le versant nord de ce massif, tandis que l'exploitation du talc s'effectue dans la partie Sud-Est (carrière de talc de Trimouns, Luzenac).

### LeDonezan
À l'extrême sud-est du département, ce petit terroir au climat montagnard rude est établi à moyenne altitude sur un socle granitique. Il fait partie du bassin hydrographique du fleuve Aude. C'est une composante de la haute vallée de l'Aude plutôt que de la Haute-Ariège auquel il est administrativement rattaché mais dont il est séparé par le redoutable port de Pailhères (2 001 m) ouvert qu'à la bonne saison et sur flanc duquel se trouve la station de ski de Mijanès-Donezan.

## Transports

### Chemin de fer
Traversant le département du nord au sud par la vallée de l'Ariège, une seule ligne ferroviaire électrifiée est en service par la SNCF pour les voyageurs et le fret : la ligne de Portet-Saint-Simon à Puigcerda (frontière).